# Grafenhaun
Grafenhaun ist ein Gemeindeteil der Gemeinde Hohenthann im niederbayerischen Landkreis Landshut.

## Lage
Das Kirchdorf Grafenhaun liegt in der Hallertau etwa drei Kilometer südwestlich von Hohenthann.

## Geschichte
Hawn ist seit 1143 urkundlich bekannt, die eindeutige Zuordnung als Grafenhaun erfolgte allerdings erst später. Der alte Edelsitz bildete eine Hofmark, die 1544 durch die Kärgl von Furth und Süßbach erworben wurde. Grafenhaun blieb bis 1615 Teil des umfangreichen Kärglschen Besitzes. Bei der Teilung des Erbes Karl Kärgls fielen Furth und Grafenhaun an die Gemahlin Christian Heinrichs von Reitzenstein, der 1625 in der Landtafel als Inhaber erscheint. 
Beide Hofmarken wurden 1641 von Franz Lodron zu Haag gekauft. Bis 1782 blieben die Grafen von Lodron Inhaber von Grafenhaun. Danach wurde Ferdinand Anton Waiderspointner (Freiherr von Wadenspann) Hofmarksherr von Furth, Neuhausen und Grafenhaun. 1752 bestand Grafenhaun aus elf Anwesen.
Nach der Gemeindebildung gehörte Grafenhaun zur Gemeinde Petersglaim. Mit dieser wurde es im Zuge der Gebietsreform in Bayern am 1. Juli 1972 in die Einheitsgemeinde Hohenthann eingegliedert.

## Sehenswürdigkeiten
- Filialkirche St. Margaretha: Die barocke Anlage wurde in den Jahren zwischen 1717 und 1719 anstelle einer alten Kirche erbaut.

## Vereine
- Reit- und Fahrverein Grafenhaun e. V. Er besteht seit 1972.
- Eishockey-Verein-Grafenhaun 1970 e. V.
- Bayrische Jungbauernschaft Grafenhaun
- Stockclub Grafenhaun e. V.
- Freiwillige Feuerwehr Petersglaim
- BBV Landfrauen